# Podhradie (okres Prievidza)
Podhradie je obec na Slovensku v okrese Prievidza v Trenčínském kraji ležící pod zříceninou hradu Sivý Kameň. Žije v něm 295 obyvatel.
První písemná zmínka o vesnici je z roku 1352. Hrad byl postaven krátce před rokem 1350. Ve vesnici stojí římskokatolický kostel svaté Margity z roku 1700. V sedmdesátých a osmdesátých letech 20. století se v obci zhroutilo mnoho domů v důsledku důlní činnosti. Do katastrálního území Podhradie zasahuje část přírodní památky Sivý kameň.a